# Championnats du monde masculins de four cross
Le championnat du monde masculin de four-cross est le championnat du monde de four-cross, une des disciplines du VTT. Entre 2002 et 2012, elle est une des épreuves au programme des Championnats du monde de VTT. Depuis 2013 et à l'exception de 2016 (les championnats du monde de four cross avaient lieu en même temps que ceux de la descente) et 2021, les championnats sont organisés séparément. La première édition a lieu en 2002, en remplacement du championnat du monde de dual-slalom et la dernière en 2021.

## Palmarès
| Année                   | Or                 | Argent             | Bronze           |
| ----------------------- | ------------------ | ------------------ | ---------------- |
| 2002 Kaprun             | Brian Lopes        | Cédric Gracia      | Eric Carter      |
| 2003 Lugano             | Michal Prokop      | Eric Carter        | Brian Lopes      |
| 2004 Les Gets           | Eric Carter        | Mickael Deldycke   | Michal Prokop    |
| 2005 Livigno            | Brian Lopes        | Jared Graves       | Mickael Deldycke |
| 2006 Rotorua            | Michal Prokop      | Roger Rinderknecht | Guido Tschugg    |
| 2007 Fort William       | Brian Lopes        | Romain Saladini    | Jurg Meijer      |
| 2008 Val di Sole        | Rafael Álvarez     | Roger Rinderknecht | Mickael Deldycke |
| 2009 Canberra           | Jared Graves       | Romain Saladini    | Jakub Riha       |
| 2010 Mont Sainte-Anne   | Tomáš Slavík       | Jared Graves       | Michal Prokop    |
| 2011 Champéry           | Michal Prokop      | Roger Rinderknecht | Joost Wichman    |
| 2012 Saalfelden-Leogang | Roger Rinderknecht | Michael Měchura    | Tomáš Slavík     |
| 2013 Leogang            | Joost Wichman      | Michael Měchura    | Quentin Derbier  |
| 2014 Leogang            | Tomáš Slavík       | Michael Měchura    | Simon Waldburger |
| 2015 Val di Sole        | Aiko Göhler        | Luke Cryer         | Benedikt Last    |
| 2016 Val di Sole        | Mitja Ergaver      | Hannes Slavik      | Luke Cryer       |
| 2017 Val di Sole        | Felix Beckeman     | Quentin Derbier    | Giovanni Pozzoni |
| 2018 Val di Sole        | Quentin Derbier    | Tomáš Slavík       | Mikulas Nevrkla  |
| 2019 Val di Sole        | Romain Mayet       | Elliott Heap       | Felix Beckeman   |
| 2021 Val di Sole        | Tomáš Slavík       | Adrien Loron       | Hannes Slavik    |

## Tableau des médailles
| Rang | Coureur            | Or | Argent | Bronze | Total |
| ---- | ------------------ | -- | ------ | ------ | ----- |
| 1    | Tomáš Slavík       | 3  | 1      | 1      | 5     |
| 2    | Michal Prokop      | 3  | 0      | 2      | 5     |
| 3    | Brian Lopes        | 3  | 0      | 1      | 4     |
| 4    | Jared Graves       | 1  | 2      | 0      | 3     |
| 4    | Roger Rinderknecht | 1  | 2      | 0      | 3     |
| 6    | Eric Carter        | 1  | 1      | 1      | 3     |
| 6    | Quentin Derbier    | 1  | 1      | 1      | 3     |
| 8    | Felix Beckeman     | 1  | 0      | 1      | 2     |
| 8    | Joost Wichman      | 1  | 0      | 1      | 2     |
| 10   | Rafael Álvarez     | 1  | 0      | 0      | 1     |
| 10   | Mitja Ergaver      | 1  | 0      | 0      | 1     |
| 10   | Aiko Göhler        | 1  | 0      | 0      | 1     |
| 10   | Romain Mayet       | 1  | 0      | 0      | 1     |

| Rang  | Pays            | Or | Argent | Bronze | Total |
| ----- | --------------- | -- | ------ | ------ | ----- |
| 1     | Tchéquie        | 6  | 4      | 5      | 15    |
| 2     | États-Unis      | 4  | 1      | 2      | 7     |
| 3     | France          | 2  | 6      | 3      | 11    |
| 4     | Suisse          | 1  | 3      | 1      | 5     |
| 5     | Australie       | 1  | 2      | 0      | 3     |
| 6     | Allemagne       | 1  | 0      | 2      | 3     |
| 6     | Pays-Bas        | 1  | 0      | 2      | 3     |
| 8     | Suède           | 1  | 0      | 1      | 2     |
| 9     | Espagne         | 1  | 0      | 0      | 1     |
| 9     | Slovénie        | 1  | 0      | 0      | 1     |
| 11    | Grande-Bretagne | 0  | 2      | 1      | 3     |
| 12    | Autriche        | 0  | 1      | 1      | 2     |
| 13    | Italie          | 0  | 0      | 1      | 1     |
| Total | Total           | 19 | 19     | 19     | 57    |